# Stanton (Kentucky)
Stanton é uma cidade localizada no estado americano de Kentucky, no Condado de Powell.

## Demografia
Segundo o censo americano de 2000, a sua população era de 3029 habitantes.
Em 2006, foi estimada uma população de 3139, um aumento de 110 (3.6%).

## Geografia
De acordo com o United States Census Bureau tem uma área de
5,1 km², dos quais 5,1 km² cobertos por terra e 0,0 km² cobertos por água. Stanton localiza-se a aproximadamente 208 m acima do nível do mar.

## Localidades na vizinhança
O diagrama seguinte representa as localidades num raio de 20 km ao redor de Stanton.